# Тулуп
Тулу́п (англ. toe loop) — один із зубцевих стрибків у фігурному катанні. Тулуп вважається одним із найпростіших стрибків. Зазвичай фігуристи навчаються робити його відразу ж після вивчення сальхова. Тулуп найчастіше виконують як другий стрибок у каскадах (комбінаціях) стрибків.

## Техніка виконання
Найпростіший захі́д на стрибок — прямий хід з правої ноги, з трійки уперед на внутрішньому ребрі, при відштовхуванні ковзан правої ноги спрямований на хід назад, на зовнішньому ребрі, а носком (зубцем) ковзана лівої ноги фігурист відштовхується від льоду.
У повітрі фігурист обертається проти годинникової стрілки. Приземлення здійснюється на ту ж праву ногу, на хід назад, на зовнішньому ребрі. Для фігуристів, що виконують стрибок за годинниковою стрілкою, відповідно рухи лівої й правої ноги змінюються місцями.
Можливим є також захід на тулуп із трійки «уперед-назовні», а відштовхування з іншої ноги, з ходу назад.

## Історія стрибка
Уперше тулуп було виконано американським фігуристом Брюсом Мейпсом у 1920 році.
На Чемпіонаті світу з фігурного катання 1964 року Т. Літц уперше зробив потрійний тулуп.
У 1988 році на Світовій першості з фігурного катання американець Курт Браунінг уперше в історії виконав четверний тулуп (принаймні перший офіційно визнаний ІСУ).
Серед одиночниць четверний тулуп уперше виконала французька фігуристка Сурія Боналі ще в 1991 році, однак через недокрут в обертаннях досягнення не було зараховане ІСУ. Дотепер офіційно не зареєстроване виконання четверного тулупа жінками-одиночницями.

## Вартість стрибка
За новою системою суддівства одинарний тулуп («метелик») оцінюється лише в 0,4 бала, подвійний — 1,3, потрійний — 4,0, вартість четверного тулупа ІСУ весь час збільшує, аби стимулювати в такий спосіб спортсменів для його виконання — так, починаючи від сезону 2008/2009 вона становить 9,8 (від сезону 2004/2005 — 9,0, до цього — 8,5).